# ミュージック・マガジン
『ミュージック・マガジン』（Music Magazine）は、1969年に創刊された日本の月刊音楽雑誌。株式会社ミュージック・マガジン発行。
1969年4月に、中村とうよう、飯塚晃東、田川律らによって『ニューミュージック・マガジン』として創刊された。創刊時の編集者としては他に小倉エージ、北中正和らがいた。創刊号の執筆者には中村とうようの幅広い人脈から、植草甚一、福田一郎といった既に高名だった評論家から、寺山修司、加藤和彦、片桐ユズル、粉川哲夫といった当時のアンダーグラウンド文化界の雄が並ぶ壮観なものだった。単なる音楽紹介のみならず、音楽の背景を分析、批評する新しい『音楽ジャーナリズム』を提起した。中村とうようの批評や時事政論も話題となり、「文芸誌や思想誌に近い扱いを受け」、読者の間では「ある種の“権威”とみなされるようになった」。
1971年5月号の特集記事「日本のロック状況はどこまで来たか」は、日本語ロック論争の象徴的な例として知られる。
1980年に現誌名に改名し、海外のロック中心から、日本のロックやポップス、さらにはワールド・ミュージックなど、幅広い分野のポピュラー音楽を取り扱う路線に転換した。背景には日米においてサブカルチャーとして反体制・反権威を志向していたはずのロックが商業主義的になってしまったことがある。
姉妹誌に『レコード・コレクターズ』がある。

## 主な寄稿者
- 小倉エージ
- 北中正和
- 日暮泰文 - 黒人音楽の専門家。ブルース・インターアクションズ（現・Pヴァイン）の創業者。
- 福田一郎
- 平岡正明 - 特に1978年11月号の山口百恵に関する寄稿は、商業主義・大手芸能プロ所属歌手を否定する傾向が強かった当時の『ニューミュージック・マガジン』では画期的だった[4]。
- 竹中労
- 亀渕昭信
- ピーター・バラカン
- サエキけんぞう
- 湯浅学
- 萩原健太
- 和久井光司
- 今野雄二
- 安田謙一
- 岡村詩野
- 鈴木慶一
- 吉田豪 - 本誌で秋山奈々をインタビューしたが、同月号に掲載されたレビューで彼女を酷評していたのに抗議したところ、連載（吉田豪のアイドル・マスター!）が始まることになった[6]

## 関係者
- 野間易通 - 元編集者